# Berevoești, Argeș
Berevoești este satul de reședință al comunei cu același nume din județul Argeș, Muntenia, România. În structura sa actuală s-a format la 1968, prin comasarea fostelor sate Berevoești-Pământeni și Berevoești-Ungureni.

## Personalități
- Mihai Tican Rumano (1893-1967), scriitor român, faimos călător din perioada interbelică și colecționar de artă.